# District municipal de Bolgatanga
Le district municipal de Bolgatanga (Bolgatanga Municipal District, en Anglais) est l’un des 9 districts de la Région du Haut Ghana oriental au Ghana.

## Villes et villages du district
- Tindonsobulugu
- Yarigabisi
- Zuarungu Dachio
- Gambibigo-Azuabisi
- Kumbosigo
- Sherigu Dorungu-Agobgabis

## Sources
- GhanaDistricts.com